# Usambilla insolita
Usambilla insolita är en insektsart som först beskrevs av Rehn, J.A.G. 1914.  Usambilla insolita ingår i släktet Usambilla och familjen Lentulidae. Inga underarter finns listade i Catalogue of Life.